# جائزة أستراليا الكبرى 2008
جائزة أستراليا الكبرى 2008 (بالإنجليزية: 2008 Australian Grand Prix)‏ هو سباق فورمولا 1 أقيم بتاريخ 16 مارس 2008 في حلبة سباق الجائزة الكبرى في ملبورن، أستراليا. كان الأول من أصل 18 في بطولة العالم لسباقات الفورمولا واحد موسم 2008. حلّ البريطاني لويس هاملتون أولا بينما جاء الألماني نيك هيدفيلد في المركز الثاني وحصل على المركز الثالث الألماني نيكو روسبيرغ.